# Каре (причёска)

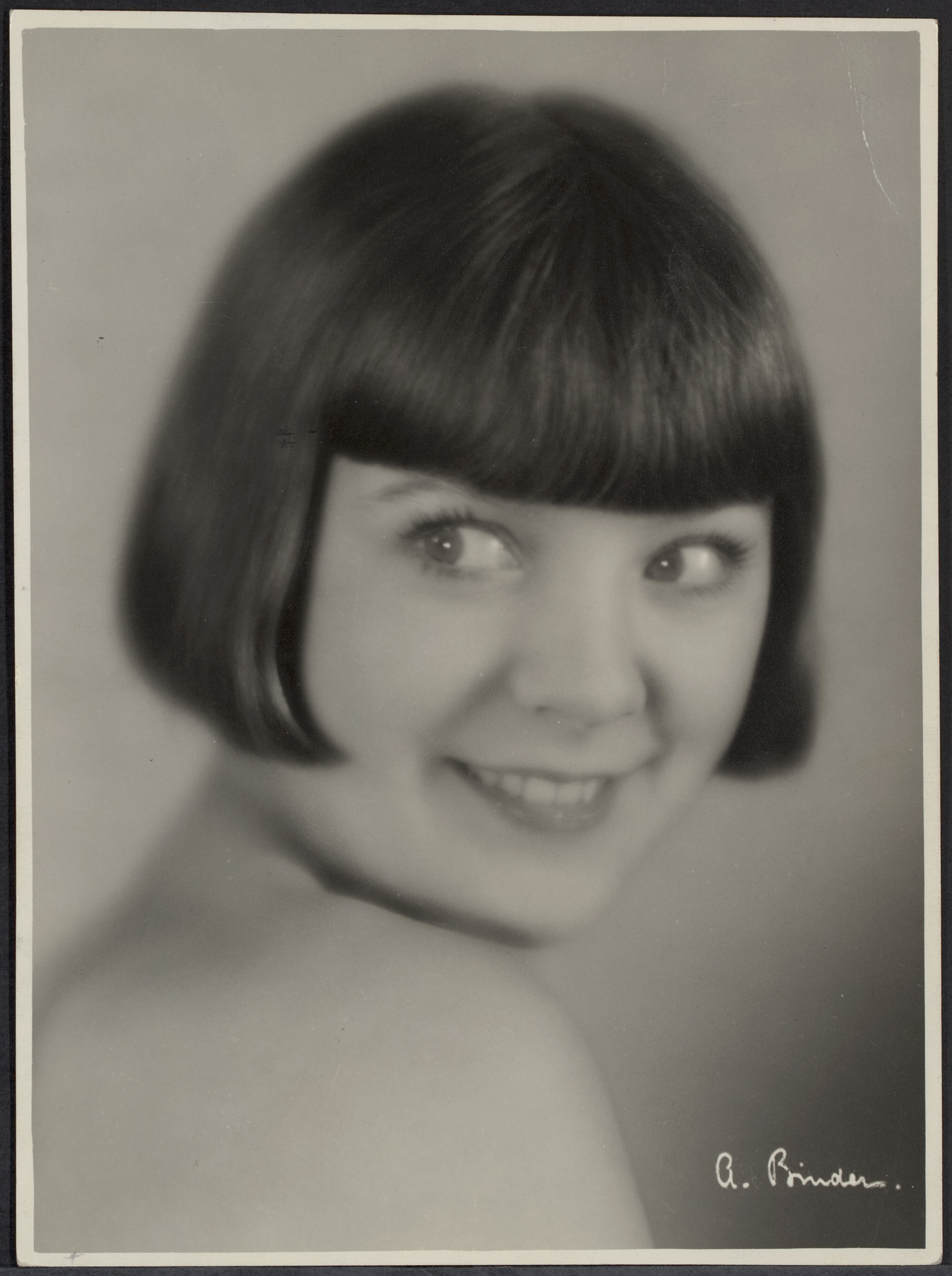
Нидерландская актриса Аальтен, Труус ван с причёской «каре», 1920-е гг.

Каре́ (от фр. carré — квадрат, квадратный) — средней длины причёска с прямой или удлинённой на лицо чёлкой. Волосы подстрижены по одной линии ниже уха и выше плеч. Характеризуется чётко очерченной линией волос. При выполнении стрижки «каре» применяется метод градуировки, направленной внутрь. В стрижке «ложное каре» применяется градуировка, направленная наружу, за счёт чего концы волос также загибаются наружу. Каре стала пользоваться популярностью после Первой мировой войны.
Существуют такие разновидности каре:
- каре с удлиненными передними прядями;
- каре с загибающимися вверх концами волос;
- каре на низкой ножке;
- с овальным контуром;
- асимметричное каре;
- стрижка каре в двух цветах.

Оригинальность обычному каре можно придать с помощью эффектного окрашивания.

## У мужчин
У мужчин каре было широко распространено в Средние Века. На Руси, а затем и России его носили вплоть до начала XX века, в частности, крестьяне и старообрядцы (например, федосеевского согласия), включая купцов-выходцев из старообрядческой среды. Эта причёска носила разные названия, например, «под калитку» («калиточкой»), «в кружало» или «в скобу». Стрижка производилась примерно так же, как и под горшок, но волосы по бокам и сзади оставляли ниспадать, закрывая уши и затылок, в то время как на лоб ниспадала чёлка, иногда она также могла выстригаться, образуя вынесенную в название «калитку». Также существовал вариант ношения каре с прямым пробором, когда волосы зачёсывались набок на две стороны. Уже с середины XIX века среди молодёжи появилась причёска с косым пробором («под польку»), распространившаяся среди всех восточных славян в начале XX века, во многих местах к «польке» перешли непосредственно от «калиточки/скобы».